# Anton Isenmann

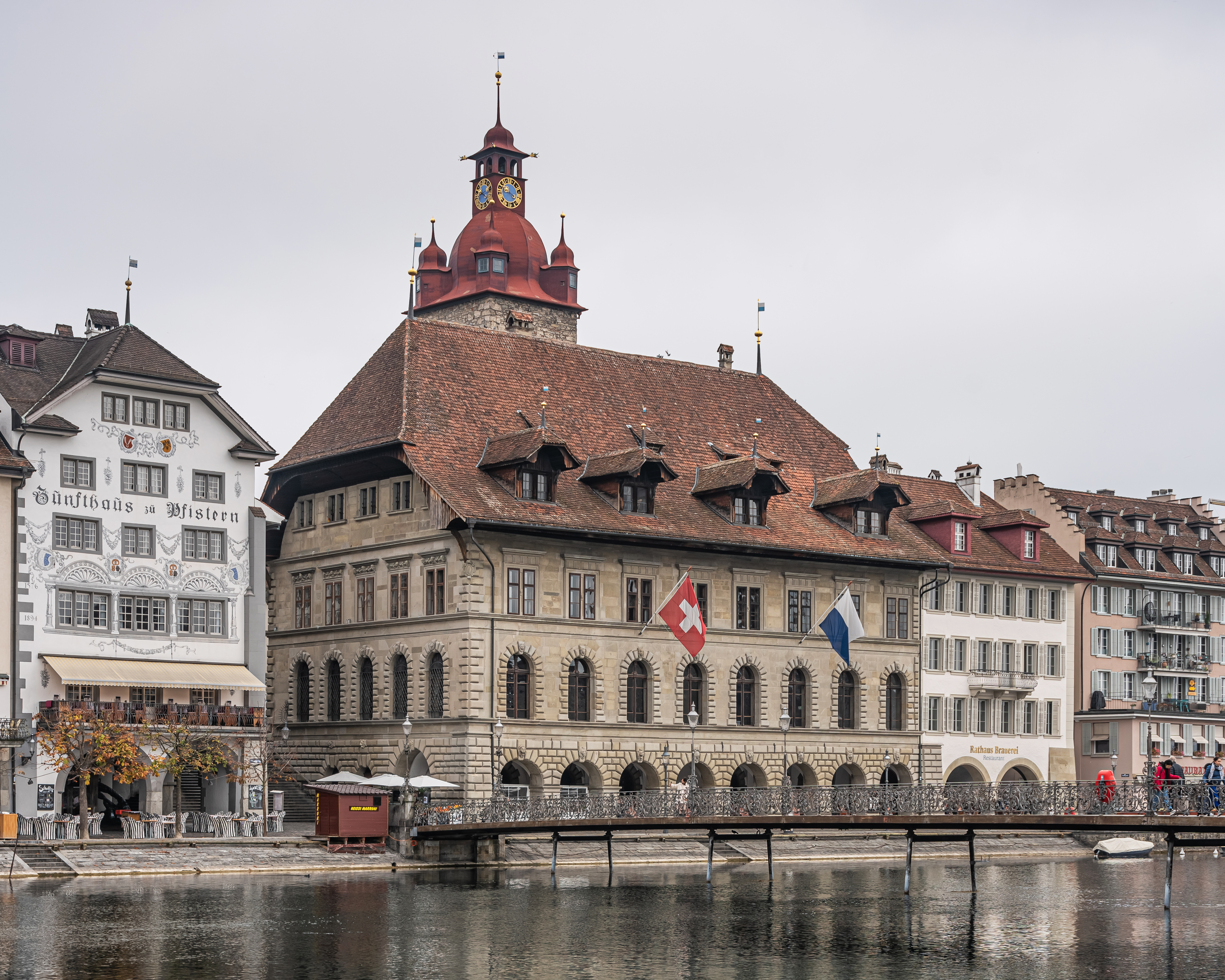
Das Luzerner Rathaus, dessen Neubau Isenmann 1599–1606 leitete

Anton Isenmann, auch als Meister Anthoni bekannt (erstmals 1586/87 und letztmals 1612 erwähnt) war ein Prismeller Steinmetz und Werkmeister.

## Leben
Isenmann war katholisch und stammte aus der Walserkolonie Prismell im Valsesia. 1590 heiratete er die Sempacherin Margaretha Gasser. 1586/87 arbeitete er vermutlich am Chor des Klosters Wesemlin. Ab 1587 war er Steinwerkmeister, ab etwa Januar 1588 arbeitete er beim Bildhauer Anton Gross mit. 1588 vollendete er die Kirche des Klosters Wesemlin. 1589 und 1593 wählte ihn die Stadt Luzern zum Werkmeister. 1591 und 1592 baute er am Kloster Rathausen und ab 1592 am Jesuitenkollegium Pruntrut. In Luzern arbeitete er unter anderem 1593 für Philipp Mohr; er war mit grosser Wahrscheinlichkeit der Baumeister der Beinhauskapelle St. Anna von 1596 in Altdorf; von 1599 bis 1606 leitete er den Bau des Luzerner Rathauses. 1607 und 1608 wirkte er am Umbau des Klosters Beromünster und am Bau des Klosters Werthenstein mit. Die Franziskaner-Wallfahrtskirche des Klosters Werthenstein erbaute er von 1608 bis 1613.